# Anolis baleatus
Anolis baleatus este o specie de șopârle din genul Anolis, familia Polychrotidae, descrisă de Cope 1864.

## Subspecii
Această specie cuprinde următoarele subspecii:
- A. b. baleatus
- A. b. altager
- A. b. caeruleolatus
- A. b. fraudator
- A. b. lineatacervix
- A. b. litorisilva
- A. b. multistruppus
- A. b. samanae
- A. b. scelestus
- A. b. sublimis